# 本間元忠
本間 元忠（ほんま もとただ）は、鎌倉時代中期の武士。鎌倉幕府御家人。

## 生涯
横山党の一流で相模国愛甲郡依智郷を本拠とした本間義忠の子。兄の忠家は承久の乱で北条時房に従って功があったため、戦後に伊勢国守護となった時房より伊勢に所領を与えられ、また守護代に任じられていた。嘉禄3年（1227年）兄に代わって在国していた元忠は飯高郡大石御厨で蜂起した丹生右馬允と称する悪党の追討に失敗し、かえって親類や郎党の多くを失ってしまった。その後の追討で大石御厨から丹生右馬允らを追い散らしたものの一人も討ち取ることができず、同年中に再び蜂起が発生している。以後も本間氏は時房との関係が深く、時房やその子時定が年始の椀飯献上を担当する際には、元忠しばしばも馬引役を務めている。
天福2年（1234年）合奉行が新たに設置されるとその成員に任命された。延応元年（1239年）には幕府重臣の二階堂行盛や三善康連らとともに禁令の発布を奉行している。嘉禎3年（1237年）北条政子十三回忌法要のために建立された丈六堂の上棟式において調度懸を務めた。寛元4年（1246年）すでに出家していた元忠は、宮騒動によって京都へ送還される前将軍藤原頼経の道中供奉の一人を務めている。